# Trichomyia antiquaria
Trichomyia antiquaria är en tvåvingeart som beskrevs av Quate 1961. Trichomyia antiquaria ingår i släktet Trichomyia och familjen fjärilsmyggor. Inga underarter finns listade i Catalogue of Life.